# Кусья
Кусья — река в Горнозаводском городском округе Пермского края, правый приток Койвы. Истоки примерно в 2,5 км восточнее посёлка Вижай, от истока течёт по горному рельефу, неоднократно резко меняя направление течения, общее направление течения на юго-запад. Впадает в Койву в 35 км от устья, в черте посёлка Кусье-Александровский. Длина реки 46 км, площадь водосбора 230 км. На реке возле устья — Кусье-Александровский пруд, созданный в 1751 году для работы Кусье-Александровского железоделательного завода.

## Данные водного реестра
По данным государственного водного реестра России, река относится к Камскому бассейновому округу, бассейн реки Кама, подбассейн — Кама до Куйбышевского водохранилища (без бассейнов рек Белой и Вятки), водохозяйственный участок реки — Чусовая от в/п пгт. Кын до устья. Код объекта в государственном водном реестре — 10010100712111100011306.